# Ernest Martin (Schwimmer)
Ernest Martin (* 1878; † unbekannt) war ein französischer Schwimmer und Wasserballspieler.

## Karriere
Martin nahm 1900 an den Olympischen Spielen in Paris teil. Im Wettbewerb über 4000 m Freistil erreichte der Franzose den siebten Rang im Finale. Für die Einzeldisziplin über 200 m Freistil war der Schwimmer ebenfalls gemeldet, trat aber nicht an. Mit der Mannschaft von Pupilles de Neptune de Lille nahm er außerdem am Wettbewerb im Wasserball teil. Hier verlor das Team in der ersten Runde gegen die späteren Zweitplatzierten vom Brussels Swimming and Water Polo Club aus Belgien.